# Волкервілл (Монтана)
Волкервілл (англ. Walkerville) — місто (англ. town) в США, в окрузі Сілвер-Бау штату Монтана. Населення — 639 осіб (2020).

## Географія
Волкервілл має координати 46°2′12″ пн. ш. 112°32′24″ зх. д. / 46.03667° пн. ш. 112.54000° зх. д. (46.036647, -112.539865).  За даними Бюро перепису населення США в 2010 році місто мало площу 5,77 км², уся площа — суходіл.

## Демографія
Згідно з переписом 2010 року, у місті мешкало 675 осіб у 304 домогосподарствах у складі 175 родин. Густота населення становила 117 осіб/км².  Було 344 житлові приміщення.
Расовий склад населення:
| - 93,2 % — білих - 3,3 % — корінних американців - 0,6 % — азіатів - 0,3 % — вихідців з тихоокеанських островів - 0,1 % — чорних або афроамериканців |

До двох чи більше рас належало 2,2 %. Частка іспаномовних становила 3,9 % від усіх жителів.
За віковим діапазоном населення розподілялося таким чином: 22,4 % — особи молодші 18 років, 62,6 % — особи у віці 18—64 років, 15,0 % — особи у віці 65 років та старші. Медіана віку мешканців становила 44,2 року. На 100 осіб жіночої статі у місті припадало 94,5 чоловіків;  на 100 жінок старших від 18 років — 95,5 чоловіків також старших 18 років.
Середній дохід на одне домашнє господарство  становив 50 064 долари США (медіана — 40 417), а середній дохід на одну сім'ю — 56 076 доларів (медіана — 45 577). Медіана доходів становила 46 023 долари для чоловіків та 31 389 доларів для жінок. За межею бідності перебувало 35,3 % осіб, у тому числі 59,0 % дітей у віці до 18 років та 6,8 % осіб у віці 65 років та старших.
Цивільне працевлаштоване населення становило 365 осіб. Основні галузі зайнятості: освіта, охорона здоров'я та соціальна допомога — 19,2 %, роздрібна торгівля — 13,2 %, мистецтво, розваги та відпочинок — 11,2 %, виробництво — 11,0 %.